# 鈴木智恵
鈴木 智恵（すずき ちえ、11月30日 - ）は、東北地方で活動しているパーソナリティで気象予報士・防災士。元エフエム岩手アナウンサー。

## 略歴
岩手県盛岡市出身。宮城学院女子大学在籍中、東北放送でラジオレポーターを務めた。
- 大学卒業後、仙台市内での民間会社勤務を経てエフエム岩手に入社し、アナウンサーとして各種番組を担当。11年勤務した。
- 同社を退社後、日本気象協会やウェザーニューズで気象予報士として活動。
- 2006年にNHK仙台放送局気象キャスター。
- 翌2007年にTBCに契約社員として入社、私立TBC気象台予報士として活動。2010年5月31日付でTBCを退社。
- TBC退社後はテレビ信州で気象キャスターを担当していた。
- NPO法人気象キャスターネットワークの正会員として活動しており、小・中学校などでの天気教室や、市町村などでの講演を行なっている。

## 過去の担当番組
- ロジャー大葉のラジオな気分（TBCラジオ）
- ランチボックス-L（TBCラジオ）
- ウィークエンド東北（NHK仙台放送局）
- 総力報道!THE NEWS TBC『ヤン坊マー坊天気予報』（TBCテレビ）
- TSB news every. （テレビ信州、天気予報担当）
- ゆうがたGet!（テレビ信州、2020年4月 - 2025年3月）